# O bon
Cet article possède des paronymes, voir Aubonne, Eaux-Bonnes et Obón.
 (juin 2009).
Si vous disposez d'ouvrages ou d'articles de référence ou si vous connaissez des sites web de qualité traitant du thème abordé ici, merci de compléter l'article en donnant les références utiles à sa vérifiabilité et en les liant à la section « Notes et références ».
Pour les articles homonymes, voir Bon.
O bon (お盆) ou simplement Bon (盆, sans le préfixe honorifique) ou Ura bon est un festival bouddhiste japonais honorant les esprits des ancêtres. O bon existe depuis plus de cinq cents ans et fut importé de Chine où il est appelé « fête des fantômes ».

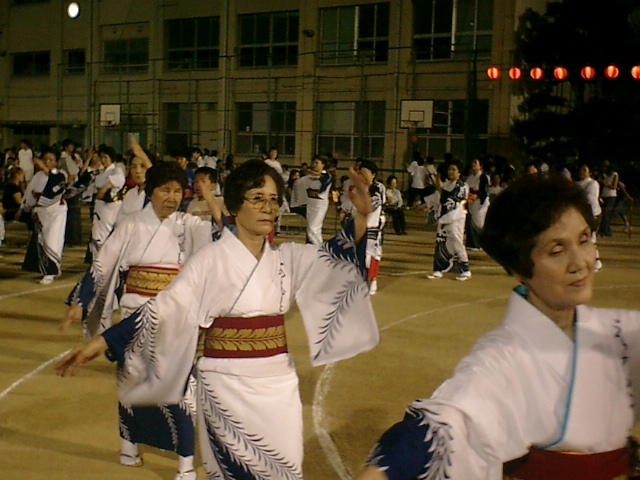
Danseuses du Bon odori.

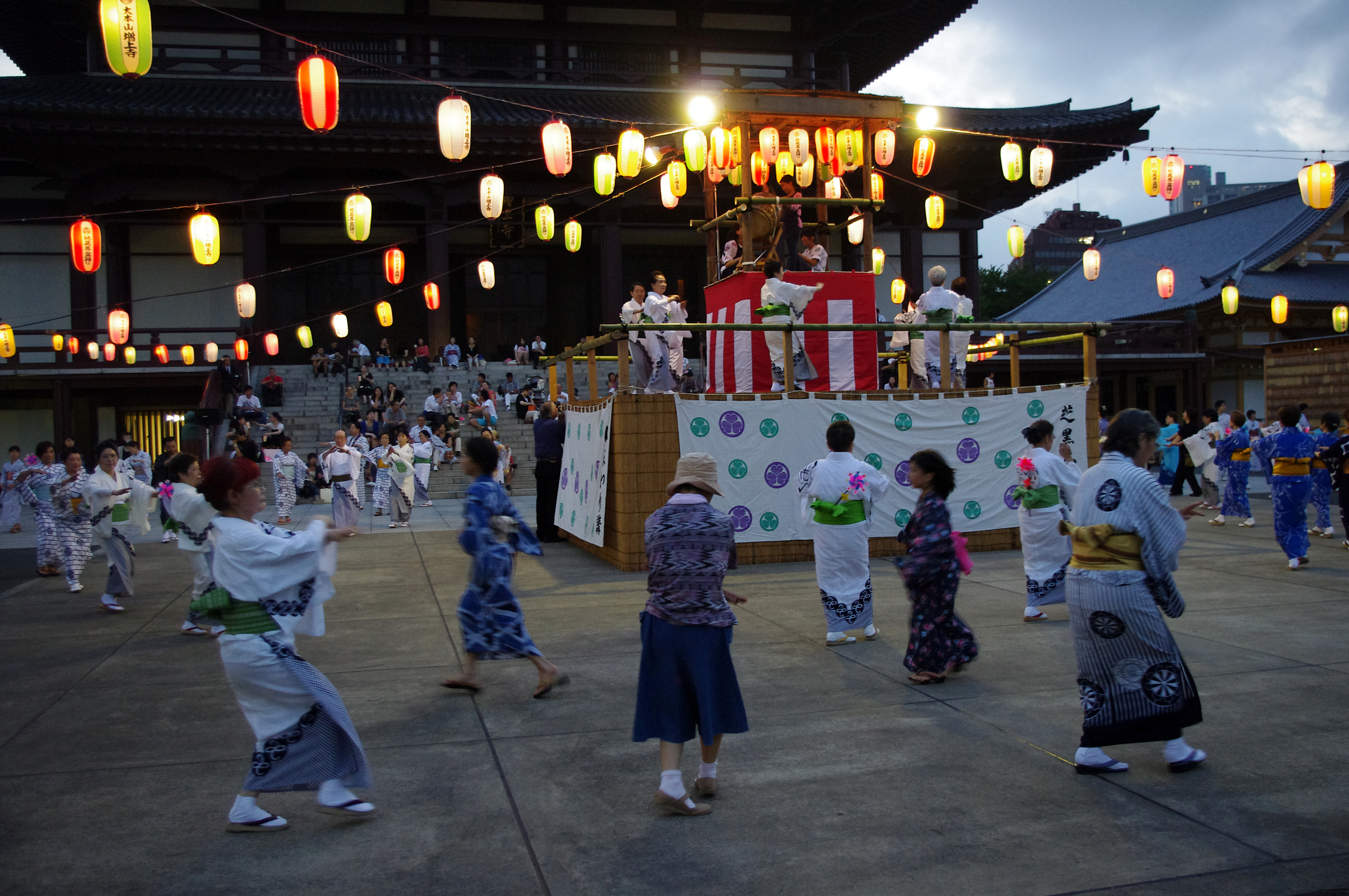
Danseuses du Bon odori (Zōjō-ji).

Au fil des ans, cette fête religieuse s'est transformée en réunion de famille durant laquelle les gens des grandes villes retournent dans leur ville natale et s'occupent des tombes de leurs ancêtres. Un festival de danse, le Bon odori (盆踊り, litt. « danse Bon ») est souvent donné pendant ces trois jours. Ces jours ne sont pas fériés mais de nombreux Japonais prennent des jours de vacances durant cette période et certaines entreprises ferment.

## Historique
Ce rite japonais existe depuis plus de cinq cents ans et fut importé de Chine où elle est appelée « fête des fantômes » (chinois : 鬼節 ; pinyin : guijie ou chinois : 中元節 ; pinyin : zhongyuanjie). O bon a cependant subi une japonisation, en modelant notamment les coutumes sur la fête du Nouvel An. Au cours de la commémoration O bon, on accueille non seulement les ancêtres, mais aussi Sai no kami, le dieu des chemins. Alors que la fête chinoise ne dure que quelques jours, O bon s'étale généralement sur un mois.

## Symbolique
O bon est un diminutif pour le mot Urabonne/Urabanna (于蘭盆会／盂蘭盆会) qui dérive du nom d'un sûtra, le Ullambana sûtra. « Ullambana » signifie en sanskrit « pendu à l'envers en enfer ». Durant O bon, les offrandes faites aux morts permettent d'amoindrir la douleur de ces âmes en peine.
La légende associée à O bon veut que Mokuren, un disciple de Shakyamuni, ait eu une vision de sa défunte mère, tourmentée dans le Royaume des esprits affamés, où elle payait pour son égoïsme. Bouleversé, il alla demander au Bouddha comment il pourrait sauver sa mère de ce royaume. Bouddha lui répondit : « Au quinzième jour de juillet, fais donner une grande fête en l'honneur des sept dernières générations de morts. » Le disciple fit comme demandé et de ce fait, libéra sa mère. Il découvrit par la même occasion l'abnégation dont avait fait preuve sa mère et les multiples sacrifices qu'elle avait faits pour lui. Le disciple, heureux de la libération de sa mère et reconnaissant envers celle-ci pour sa gentillesse, dansa de joie. De cette danse de joie vient le Bon odori.
O bon est le temps durant lequel on se remémore et on remercie les ancêtres de leurs sacrifices. Du point de vue du calendrier, cette fête a lieu durant le mois des fantômes, la seule période où les morts peuvent retourner sur Terre. C'est une fête très populaire, même si de moins en moins de gens prennent le temps de retourner à leur village natal pour s'occuper des tombes de leur famille. Ces trois jours furent longtemps les seuls jours fériés de l'année avec le 15 janvier pour les cols bleus, et donc le seul moment de l'année où ceux-ci pouvaient revoir leur famille restée au village.

## Dates actuelles
Le festival O-Bon dure trois jours, mais sa date de départ varie dans les différentes régions du Japon. À l’origine, il était tenu autour du 15e jour du 7e mois du calendrier lunaire traditionnel. Lorsque ce calendrier lunaire a été remplacé par le calendrier grégorien au début de l’ère Meiji, 29 jours ont été supprimés pour s’aligner avec le calendrier occidental, et le 3 décembre de l’année Meiji 5 a été transformé en 1er janvier année Meiji 6.
Les régions ont réagi différemment pour adapter l’ancienne date du festival au nouveau calendrier, ce qui a abouti à trois périodes distinctes de O bon,.
- Shichigatsu bon (Bon en juillet), aussi appelé « Shin bon », est basé sur le calendrier solaire et est célébré du 13 juillet (O bon de bienvenue) au 15 (O bon d'adieu) dans le sud du Kanto (Tokyo, Yokohama) et le Tōhoku. Il résulte d’une transposition directe du septième mois lunaire au septième mois solaire.
- Hachigatsu bon (Bon en août), célébré du 13 au 15 août, est le plus répandu (Kansai par exemple…). Lui aussi est basé sur le calendrier solaire mais la date a été repoussée d’un mois afin de compenser le décalage des 29 jours. Ce compromis entre calendrier solaire et lunaire est largement adopté et est d'usage pour de nombreux festivals[3].
- Kyu bon (vieux Bon) est toujours célébré le 15e jour du septième mois du calendrier lunaire, sa date diffère donc chaque année. Kyu bon est célébré dans la partie nord du Kanto, la région de Chūgoku, Shikoku, et les îles du Sud-Ouest. Ces trois jours ne sont pas répertoriés comme des jours fériés, mais il est d'usage que les gens bénéficient d'un congé.

La semaine de mi-août du Hachigatsu bon est l'une des trois périodes de vacances les plus importantes du Japon avec le Nouvel An et la Golden Week, et est marquée par un très intense trafic touristique national et international.

## Rituels
Pour guider les âmes des morts pendant la journée, des lanternes sont allumées devant chaque maison. Certaines lanternes peuvent être extrêmement élaborées, faites exprès pour l'occasion. La partie la plus importante du rituel est l'offrande de nourriture (riz, légumes, fruits, gâteaux, fleurs, etc.) qui est le symbole du partage. Cette fête, bien que religieuse et grave, est l'occasion de réunions joyeuses.
Près d'Hiroshima, des lanternes de couleur sont allumées sur les tombes des ancêtres. Les lanternes blanches sont celles de ceux qui sont morts entre la fin de l'O bon précédent et le début de celui-ci.
La nuit du 6 août, on allume également des lanternes afin de consoler les esprits des victimes tuées par le bombardement atomique.

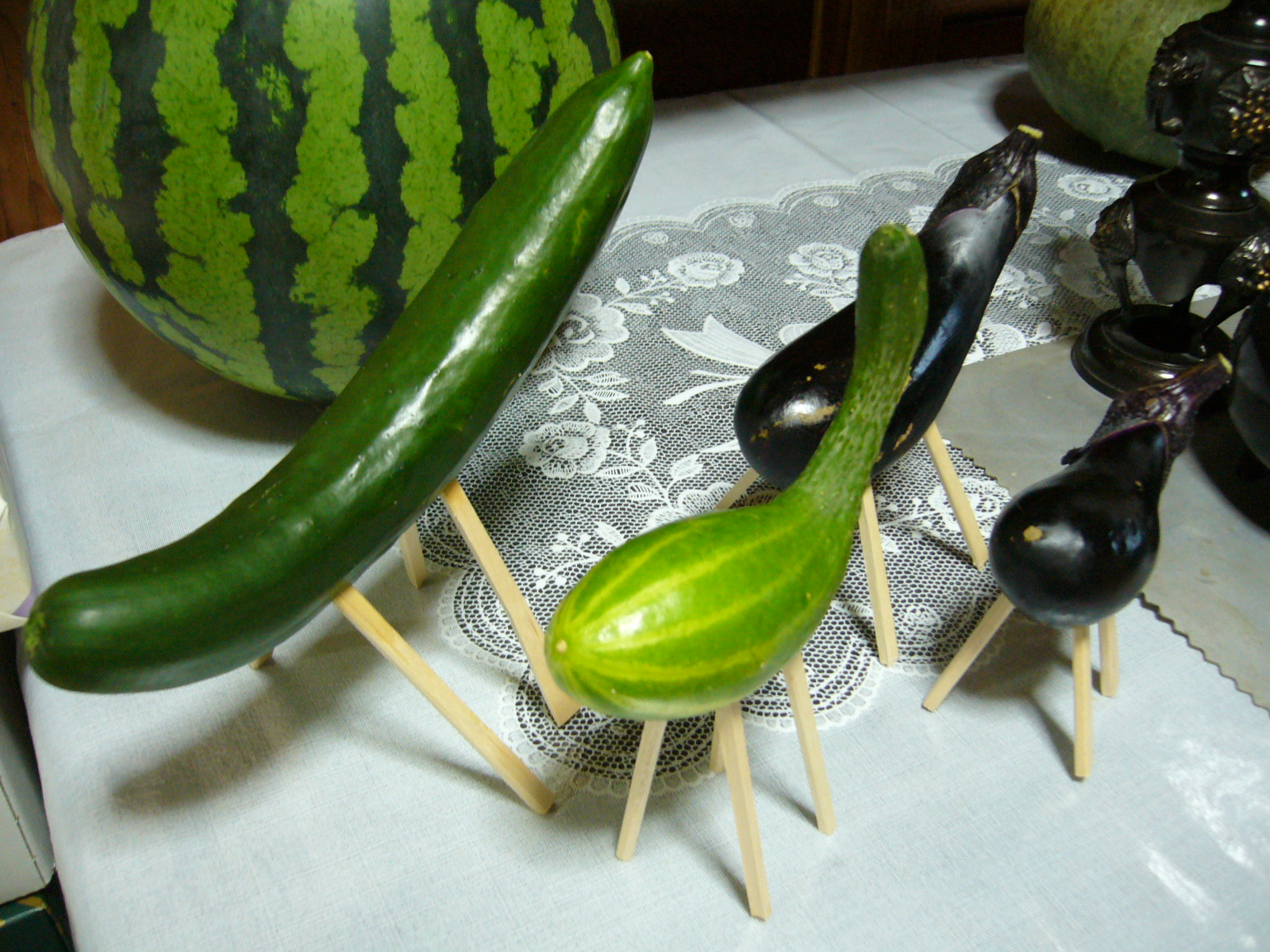
Exemple de shōryō'uma

### Shōryō'uma
Les shōryō'uma (精霊馬) sont des figurines en forme de cheval ou de vache, faites à partir d'aubergines ou de concombres et placées en offrance près de l'autel bouddhique ou à proximité des maisons. Elles sont censées aider au voyage des défunts. Cette pratique est surtout observée dans l'est du Japon.

### Tōrō nagashi

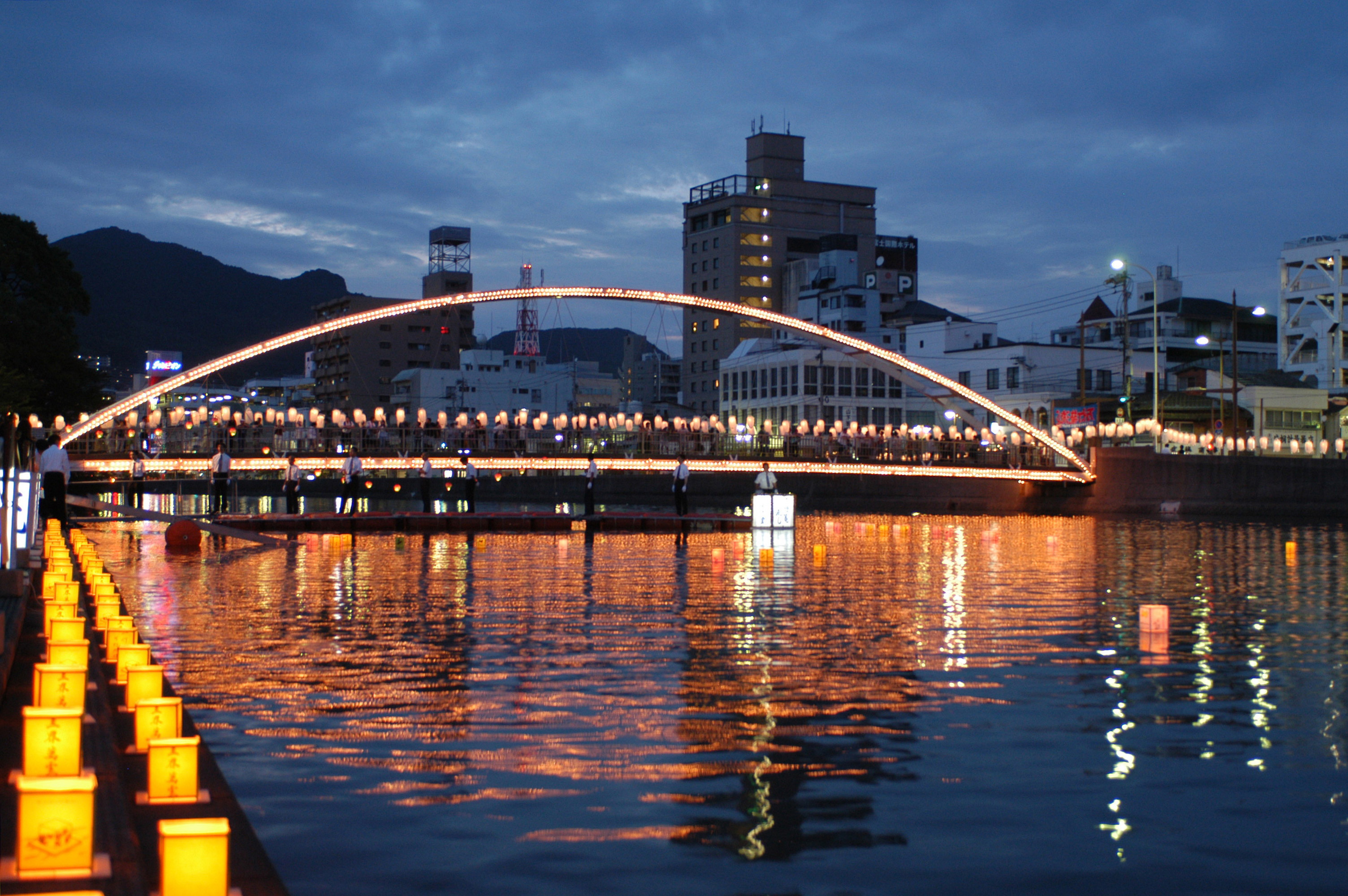
Toro nagashi à Sasebo.

Les tōrō nagashi sont les petites lanternes carrées de papier déposées sur l'eau le dernier après-midi d'O bon, et qui doivent guider les esprits vers l'autre monde. Une petite bougie est allumée à l'intérieur de la lanterne qui flottera ensuite sur la rivière ou la mer.

### Hatsu bon
Le Hatsu bon (ou shin bon, nii bon) est le nom donné à l'O bon qui suit l'année de la mort d'un proche. Des rituels supplémentaires sont effectués lors de cet O bon particulier.

### Bon odori
Bon odori (盆踊り, littéralement la « danse du bon ») est une danse traditionnelle associée à un festival, dont l'origine remonte à l'époque Muromachi. Son style est variable dans les différentes régions du Japon. C'est l'un des points forts de la fête de O bon. Le Bon odori a lieu pour se rappeler la reconnaissance due aux ancêtres.
Originellement le Bon odori était une danse folklorique nenbutsu destinée à réconforter les esprits des défunts. Le style de cette danse varie d'une région à l'autre. Les différentes préfectures ont souvent des danses particulières du Bon odori et leur musique propre allant avec. Le Bon odori de la préfecture d'Okayama est complètement différent de celui de la préfecture de Kanagawa. La musique varie aussi de la musique classique à de la musique traditionnelle japonaise comme le makkō ondo en passant par des chansons récentes et même étrangères.
Cette tradition est censée avoir débuté vers la fin de la période Muromachi dans le but de divertir le peuple. Le temps passant, la signification religieuse a peu à peu disparu et la danse a été associée avec l'été.
Le plus souvent, la danse a lieu dans un temple, sur les rives d'une rivière ou de la mer, ou dans un lieu public quelconque. Les gens forment généralement une ronde autour d'un petit bâtiment de bois nommé yagura et monté spécialement pour l'occasion.
Dans la préfecture d'Okinawa, on danse l'eisa (en), dont le rythme est à base de percussions, à la place du Bon odori.

### Étrennes
Depuis quelques années, il commence à être coutume de donner des étrennes aux petits-enfants et aux enfants de la famille, à l'instar des étrennes du Nouvel An. Ces étrennes s'appellent obon-dama (お盆玉).
Cependant, contrairement aux otoshi-dama données au Nouvel An, les adultes reçoivent aussi parfois de l'argent.
L'argent est généralement remis dans de petites enveloppes dédiées appelées pochi-bukuro (ぽち袋). La somme moyenne reçue est de 1 000 yens (environ six euros).